# Balneário Rincão
Balneário Rincão es un municipio brasileño del estado de Santa Catarina. Tiene una población estimada al 2021 de 13 129 habitantes.
La localidad es bastante concurrida durante el verano. Ofrece buena estructura para los veraneantes, especialmente establecimientos de camping. Tiene 13 km de frente marítimo y 6 lagunas de agua dulce. Durante la alta temporada, la población llega a las 150 000 personas, la mayoría del interior del estado.

## Historia
El distrito de Balneário Rincão fue creado el 15 de julio de 1999, en Içara. Fue elevado a municipio el 3 de octubre de 2003.

## Turismo
El municipio cuenta con 13 km de playa, además de siete lagunas, parques acuáticos y plataformas de pesca. Además de un museo arqueológico.